# Don Giovanni (film, 1979)
Don Giovanni je koprodukční hraný film z roku 1979, který režíroval Joseph Losey. Jedná se o kinematografickou adaptaci opery Don Giovanni od Mozarta a Lorenza da Ponte. Snímek měl světovou premiéru 6. listopadu 1979.

## Obsazení
| Ruggero Raimondi  | Don Giovanni |
| José van Dam      | Leporello    |
| John Macurdy      | komtur       |
| Edda Moser        | Donna Anna   |
| Kiri Te Kanawaová | Donna Elvira |
| Kenneth Riegel    | Don Ottavio  |
| Teresa Berganzová | Zerlina      |
| Malcolm King      | Masetto      |
| Eric Adjani       | panoš        |

## Hudba z filmu
Soundtrack byl nahrán v pařížské katedrále Notre-Dame-du-Libani s orchestrem a sbory Pařížské opery pod vedením Lorina Maazela.

## Ocenění
- César: nejlepší střih (Reginald Beck) a nejlepší výprava (Alexandre Trauner)